# Jean Dorville
Jean Dorville, né le 30 mars 1901 à Paris et mort dans la même ville le 21 février 1986, est un artiste peintre, dessinateur, lithographe, décorateur de théâtre et poète. Il vécut rue Milton à Paris.

## Biographie
Noël Louis Jean Dorville est le fils de l'illustrateur et graveur Noël Dorville (1874-1938) et de Valentine Aragon, fille d’un industriel en tuilerie et céramique de Massy. Des carnets de résultats scolaires du jeune garçon, qui ont été conservés, le situent en 1914 « déjà excellent en arts plastiques ». Il entre après ses études secondaires à l'École nationale supérieure des arts décoratifs où il a pour maître Paul Renouard et où il se lie d'amitié avec son condisciple Claude Autant-Lara. Il en vient ainsi à fréquenter le Théâtre Art et Action, dirigé par les parents du futur cinéaste. Si, pour la pièce lyrique Jeanne d'Arc de Charles Péguy qui y est donnée, il est l'un des musiciens, il y est en 1919 décorateur.
En décembre 1920, par le bateau Leopoldina à destination de New York, Jean Dorville part aux États-Unis où, résidant essentiellement à Philadelphie, il dessine pour la presse et réalise des croquis de mode pour les grands magasins. De retour en France par le Mauretania en 1922, l'année 1923 le voit à Gargilesse où il peint en compagnie de Léon Detroy.
Jean Dorville épouse en 1924 Suzanne Cambier dont les attaches familiales, se situant à Cry-sur-Armançon (Yonne), expliquent la part bourguignonne de la peinture de notre artiste, avec des paysages allant de Cry-sur-Armançon à Semur-en-Auxois. Mais en 1927, il rencontre la danseuse étoile du Théâtre du Châtelet Irène Tilly-Jacquin (née le 23 avril 1909 à Levallois-Perret d'un agent de change et d'une professeure de piano, et décédée le 5 juillet 1998), et choisit de divorcer pour l'épouser. Il devient ainsi le beau-frère de la comédienne Hélène Gerber, née Simone Jacquin, mère du comédien et acteur Michel Aumont.
Le soutien, à partir de 1927, de deux mécènes - Jacques Hinstin (de), proche collaborateur d'André Citroën, et le Marquis de Dampierre - ouvre à notre artiste le monde des galeries parisiennes (première exposition personnelle en 1928) et lui offre l'aisance d'aller peindre à Aix-en-Provence, à Cassis (Bouches-du-Rhône) et à Cosne-sur-Loire où sont ses racines parentales. Si là se situe sa brève période cubiste avec la composition et l'illustration par la gouache des Poèmes mécaniques, l'intérêt initié à Philadelphie pour le dessin de mode (dont la participation au Salon de la mode par les artistes en 1926 énonçait la persistance) ne se dément pas puisqu'en 1933 Jean Dorville se lie par contrat professionnel à la Maison Siegel et Stockman et qu'en 1945 encore, il participe avec Christian Bérard à l'élaboration du Théâtre de la Mode.
L'année 1945 marque le début de la relation de Jean Dorville à l'impression. En même temps qu'il expose chez Lucy Krohg, il fait l'apprentissage de la lithographie où son œuvre maîtresse sera en 1947 le grand in-folio des Ponts de Paris, puis vient le temps de l'adaptation pour la presse de romans en feuilletons illustrés. Il travaille ainsi sur le livre La dextre du grand maître et c'est sur l'invitation de l'auteur, Konstantine Gamsakhurdia, que notre artiste se rend en U.R.S.S. en 1964,.
La consultation du fonds Dorville conservé aux archives municipales de Beaune révèle l'ampleur de l'œuvre poétique, mêlée de récits autobiographiques (comme celui de son voyage aux États-Unis qu'il titra en une sorte de verlan: Naej Ellivrod au pays de l'Euqiréma), que notre artiste rédigea et cependant ne publia jamais. Aussi la part littéraire de son éclectique personnalité reste-t-elle à explorer.
Jean Dorville est le père de Gérard Dorville, auteur de bandes dessinées pour les magazines Vaillant, Record et Pilote, et il est le grand-père du journaliste Jérôme Dorville.

## Œuvres

### Poèmes
- Poèmes mécaniques, quinze textes de Jean Dorville (1927-1928) illustrés par les gouaches cubistes de l'artiste et préfacés par Max Jacob. La composition par Jean Wiéner d'une musique pour la présentation scénique des Poèmes mécaniques[3] aboutira à la création par Jean Dorville en 1970, à l'auditorium de Levallois-Perret, d'un spectacle avec Jean-Jacques Aslanian et Jean Wiéner[2].

### Éditions d'art
- Les douze ponts de Paris, suite de douze lithographies originales de Jean Dorville (1947). Cet ensemble en grand in-folio a inspiré à Jacques Prévert, préfacier, son poème qui est joint, « Encore une fois sur le fleuve le remorqueur de l'aube a poussé son cri… », Éditions R. Guillard, Paris, 1947[3],[8].

### Décors de théâtre
- Le Théâtre de la Mode, sous la direction de Christian Bérard et Boris Kochno, itinérance mondiale, décors de Jean Cocteau, Jean Dorville, Louis Touchagues, Georges Wakhévitch, 1945.
- Les Fourberies de Scapin de Molière, théâtre d'Ivry-sur-Seine, 1950.

### Bandes dessinées (feuilletons de presse)
- L'histoire vraie de..., chroniques historiques, L'Humanité Dimanche, 1950.
- Les chevaliers de l'An Mil, L'Humanité Dimanche, 1959 (adaptation et illustration par Jean Dorville du roman La dextre du grand maître (en) de l'écrivain géorgien Konstantine Gamsakhurdia (en)).
- Il y a quinze ans, c'était la Libération, La Vie ouvrière, 1959.
- Poo Lorn, l'éléphant, adaptation du roman de Reginald Campbell, L'Humanité, 1964.

### Dessins engagés
- Le journal Libération présente quinze dessins pour la paix, supplément à Libération n°1836 (1950), poèmes de Jacques Gaucheron et Eugène Guillevic, quinze dessinateurs dont Jean Dorville et Fernand Léger.

### Dessins, aquarelles, peintures
- Portraits: Noël Dorville[9], Irène Tilly-Dorville, Hélène Gerber-Aumont...
- Paysages: Gargilesse (1923), Bourgogne (1924-1926), Aix-en-Provence et Cassis (1927-1928), Cosne-sur-Loire (1934), Megève (1938-1939)[10],[11], Corse (1952-1956), U.R.S.S., (1964), Quiberon (1977).
- Vues de Paris, vues de l'intérieur de l'appartement de la rue Milton.

### Affiches
- Paix - Le stade Buffalo pendant le grandiose défilé des différents délégations des partisans de la paix, affiche 56x76cm, 1949[12].

## Expositions

### Expositions personnelles
- Galerie Carmine, Paris, avril-mai 1928[13],[14].
- Galerie Blanche Guillot, 1929[15].
- Expositions en l'atelier de Jean Dorville, Paris, décembre 1931, janvier 1944.
- Galerie Speranza, Cosne-sur-Loire, novembre 1934.
- Galerie Lucy Krohg, Paris, janvier-février 1945, février 1946.
- Galerie Stop War, Bruxelles, 1949.
- Foyer Danielle-Casanova, Paris, octobre-novembre 1953.
- Jean Dorville - Retour de Corse, Galerie Puget, Paris, septembre-octobre 1954.
- La Maison de la Corse, Paris, février 1957.
- La Maison du Limousin, Paris, janvier 1971.
- Galerie Guillet, Paris, juin 1961, janvier 1979 (Jean Dorville - soixante ans de peinture)[16], janvier-février 1981, décembre 1982 (Jean Dorville - Poèmes mécaniques)[17].
- Amérique 1920, Galerie Mady Bonnard, Paris, 1962.
- Galerie du Rond-Point des Champs-Élysées, Paris, juin-juillet 1963.
- Paysages de Géorgie, galerie Françoise Besnard, Paris, juin-juillet 1965.
- Mairie de Juillac (Corrèze), août 1971.
- Venise intemporelle, Galerie Katia Granoff, Paris, février 1975.
- Vente de l'atelier Jean Dorville, Claude Robert commissaire-priseur, Hôtel Drouot, Paris, 20 octobre 1986[18].
- Rétrospective Jean Dorville, mairie du 9e arrondissement de Paris, 1994.

### Expositions collectives
- Le Salon de la mode par les artistes, rue Dumont-d'Urville, Paris, 1926[5].
- Salon d'automne, Paris, 1927, 1928.
- Salon des indépendants, Paris, 1928, Léda, huile sur toile.
- International Water Color Exhibition, Art Institute of Chicago, mars-juin 1935[19].
- Exposition universelle de 1937, Paris, réalisation de huit dioramas pour la Maison de la Haute-Savoie[2].
- Exposition organisée à l'occasion des États généraux du désarmement, Cercle Volney, Paris, mai 1963.
- Galerie Guillet, Paris, novembre-décembre 1969.

## Réception historique et critique
- « Il devient en 1921 le familier et l'ami des grands artistes qui marquèrent cette époque: Jean Cocteau, Jean Wiéner, Arthur Honegger, Darius Milhaud, Georges Auric, Francis Poulenc, Henri Sauguet, Jean Oberlé, Francis Carco, Colette, Marcel L'Herbier: c'est la grande époque du Bœuf sur le toit. Tous ces gens, illustres aujourd'hui, formaient une sorte de camarilla créative, disparate et unie. La spontanéité, la camaraderie, l'amitié et la liberté d'expression marquent leurs œuvres.  Tout ceci, lié à la fréquentation de Picasso, explique l'esprit dans lequel furent créés les Poèmes mécaniques. Puis Jean Dorville est retourné aux paysages et à la fréquentation des ponts de Paris. Piéton de Paris, Jean Dorville reste un témoin marquant de cette époque déjà lointaine où le cœur des artistes battait au rythme de la grande ville. » - Claude Robert[3]
- « Jean Dorville a abordé tous les genres, toutes les techniques, sans jamais, sauf une brève période cubiste, se laisser entraîner par une école, une tendance quelconque. C'est toujours avec sa propre sensibilité qu'il s'est exprimé en toute liberté. » - Irène Tilly-Dorville[2]

## Prix et distinctions
- Médaille du Concours des décors céramiques, Société d'encouragement à l'art et à l'industrie, 1929.

## Collections publiques
- Bibliothèque nationale de France, dont dessins: portraits des comédiennes Gilberte Terbois et Mathilde Casadesus..
- Bibliothèque historique de la ville de Paris, Portrait de Jean Cocteau (dessin), Les ponts de Paris (suite de douze lithographies originales).
- Ministère de l'Éducation nationale, Paris, deux peintures.
- Maison des artistes de la ville de Cusset, peintures.
- Archives municipales de la ville de Beaune, dessins[2].
- Centre national des arts plastiques, dont dépôt: mairie de Faverges.

## Collections privées
- Château de Presles (Belgique).
- Grand Hôtel, Ajaccio.
- Max Heilbronn.
- Louis Ducreux.
- René Fauchois.
- Hélène Gerber-Aumont.
- René Sylviano, Maison de George Sand à Gargilesse, huile sur toile.
- Charlie Chaplin, Le Kid, lithographie, 1952.